# Bertel Abildgaard
Bertel Abildgaard (født 22. april 1955) er en dansk skuespiller.
Han startede karrieren som en del af showgruppen 5 x Kaj, senere 2 x Kaj, der storhittede med Kylling i Karry og Alle Børnene. Han var i 1996 leder af Græsted Revyen, og i 1997 og 1998 medvirkende i Nykøbing Falster Revyen, Kerteminde Revyen, Kolding Sommer Revy, Helsingør Revyen.
Bertel Abildgaard startede med at underholde med sin guitar da han var ca. 13-14 år gammel kun afbrudt af lidt manuelt arbejde et par år. Ellers har det været komik og musik der har været hans hovedvirke. Guitaren har derfor altid været omdrejningspunktet i hans liv. Den har ført Bertel det meste af kloden rundt og han har optrådt for stort set alle typer mennesker lige fra soldater til regeringen i Danmark. Bertel har også haft lejlighed til at spille sammen med nogle af de bedste musikere i Danmark, USA, England, Sverige mm. Og på scenen som skuespiller har han optrådt med Monrad & Rislund, Lisbet Dahl, Claus Ryskjær, Annette Heick, Ib Grønbech, Kjukken, Lasse & Mathilde, Arne Lundemann og mange flere.
Derudover står Bertel Abildgaard for 4 på Stribe koncerter der optræder flere forskellige steder i landet. 4 på Stribe er fire danske sangskrivere der synger og fortæller om deres sange med et glimt i øjet! Deltagere har været: Frede Norbrink, Henrik Strube, Helge Engelbrecht, Leif Fabricius, Laura Illeborg, Hans Dal, Lennart Johannessn-Fede Finn-Jørn Rosenville, Michael Klinke og mange andre.

## Filmografi
- Elvis Hansen - en samfundshjælper (1988)
- Kajs fødselsdag (1990)
- Smukke dreng (1993)
- Elsker - elsker ikke (1995)